# مشهد الشمس
مقام مشهد الشمس يقع في الشمال الغربي لمدينة الحلة وكذلك غربي نهر الحلة بمسافة تقدر بنحو (1000) متر عن النهر، واختلف الرواة بهذا المقام ومتى أنشئ، فمنهم من قال: إنه معبد لآلهة الشمس البابلية (آلهة الشمس)، وينقل الحسني عن كتاب «الاشارات إلى معرفة الزيارات» لأبي الحسن علي بن أبي بكر الهروي المتوفى في حلب عام 611 هجرية المطبوع في دمشق سنة 1953 قوله: إن في مدينة الحلة مشهد الشمس.

## اصله
تؤكد المصادر التاريخية والاثارية أن مشهد الشمس من ( مشهد الشمس ) معبد لآلهة الشمس عند البابليين ويسمونه ( معبد أدد ) و يقول مؤرخواليهود: إنه من الآثار اليهودية البافية في العراق ومن أبرز معالمهم الباقية.
يقال: ردت لحزقيال النبي، ويقال: ليوشع بن نون، وقيل: للإمام علي بن أبي طالب، والله اعلم". (الحسني ص 144).
ومنهم من أسماه (مرد الشمس) وهي الراوية الأكيدة معتمدين على الرواية التي تقول :إن أمير المؤمنين علياً حينما عاد من واقعة النهروان التي جرح فيها ولده (عمران) وأرتث – شارف على الهلاك – ومات بالقرب من مدينة بابل الأثرية ودفن قربها ، وبعد أن عبر قسم من الجيش الفرات وتأخر قسم آخر فاتتهم صلاة العصر فسألوا علياً أن يدعوا الله ليرد عليهم الشمس كي يؤدّوا ما فاتهم من الصلاة ، فاستجاب الله مطلبهم على لسان الامام علي وأدوا صلاتهم جميعاً معه، فلذا أطلق على هذا المقام بمقام (مشهد الشمس).

## قول الشيعة
وقد أثبت هذه الرواية العلامة الشيخ الأميني بأسانيد كثيرة في كتابه الشهير الموسوم ب (الغدير)، معتمداً على روايات كثيرة ومصادر مختلفة بهذا الخصوص. ومنارة المقام بنيت في العهد السلجوقي والذي تتميّز منائره عن العهود الأخرى بقرنصتها – مقرنصة – بقاعدة كبيرة تصغر كلما ارتفع بناء المنارة حتى تصل لقمتها، وتختلف عن بقية المنائر بعدم وجود باحة للمؤذن بأعلاها كما في المنائر الإسلامية الأخرى، وهذا يعني عدم وجود الدرج الحلزوني الذي ذكر أعلاه، والناظر إليها من الداخل يجد أنها تشبه الغرف المسقفة إلا أن سقفها يرتفع تدريجياً ويصغر وصولاً لقمتها العليا بزخرفة معمارية جميلة جداً. ويقول الباحثون في المنائر: إن منارة مقام مشهد الشمس إحدى ثلاثة منائر لا تزال قائمة لحد الآن.